# Карел Хотек
Карел Хотек (чеськ. Karel Chotek; *12 червня 1881 — †24 вересня 1967) — чеський етнограф, етнолог, фотограф, педагог.

## Життєпис
Народився 12 червня 1881 року у Празі, Австро-Угорщина (тепер — столиця Чехії).
Навчався у Карловому університеті, у Празі. Зокрема, етнографію вивчав — у професора Любора Нідерле. 
Відвідував лекції в університетах Лейдена, Лондона, Парижа. Навчався у Швейцарії.
У 1906 році — приєднався до Чехословацького етнографічного товариства. Цього ж року — у журналі «Чеський народ» (чеськ. «Český Lid») — опублікував етнографічне дослідження про словацьке поселення Церово. 
З 1910 по 1921 рік — викладав у празькій гімназії.
У 1911 році — відвідав Київ. Зробив серію світлин містян, вулиць, парків, базарів, міської архітектури. Світлини зберігають у Національному музеї Чехії.
У 1912 році — став доктором наук за спеціальністю «загальна етнографія». 
У 1915 році — у «Етнографічній газеті» — опублікував народознавче дослідження про чеське село Široký Důl.
На межі 1920 і 1921 років Хотеку доручили провести пропагандистську місію серед американських чехів і в «Словацькій Лізі» в Америці, де його завданням було продемонструвати ідеї чехословацької єдності через етнографічний матеріал.
У 1921 році — став професором Університету імені Коменського у Братиславі. Цього ж року — очолив Інститут етнографії. 
З 1931 року — викладач Карлового університету.
Під час Другої світової війни — працював у Етнографічній комісії Чеської академії наук і мистецтв. Займався етнографічними та антропологічними дослідженнями слов'ян.
У 1945 році — повернувся до Карлового університету, де очолив етнографічну катедру. 
З 1947 по 1948 рік — працював у Державному інституті фотографії.
На початку 1950-х років, лишаючись професором слов'янської та загальної етнографії Карлового університету, повернувся до Церово з ідеєю нового, порівняльного фокусу на тому самому поселенні, що й півстоліття тому. Але нову монографію завершии не вдалося. Однак досвід Хотека надихнув низку студентів Карлового університету, які пізніше продовжили польові дослідження професора.
Загалом Хотек став натхненником цілої плеяди діячів чеської та словацької етнографії протягом решти ХХ століття — представників так званої «хотецької школи».
Помер 24 вересня 1967 року у Празі. Похований на Ольшанському цвинтарі.